# رون برانتون
رون برانتون (بالإنجليزية: Ron Brunton)‏ هو شخصية أعمال أسترالي، ولد في 1945.